# Vero amore (racconto)
Vero amore (True Love) è un racconto fantascientifico scritto da Isaac Asimov, pubblicato per la prima volta nel 1977 sulla rivista American Way. Fa parte dell'antologia Tutti i miei robot ed è stato incluso anche in altre raccolte di racconti di Asimov.
Il racconto fa parte della serie di racconti vagamente connessi fra loro sul supercomputer immaginario Multivac, un gigantesco computer costituito da chilometri di circuiti e valvole che per funzionare ha bisogno di numerosi operatori.

## Trama
La storia viene raccontata in prima persona da Joe, un software semi-senziente, parlante, scritto ed elaborato da Milton Davidson, facente parte del complesso Multivac. Un giorno Milton, resosi conto di essere arrivato single a quarant'anni, decide di trovare la propria anima gemella grazie proprio al programma che aveva creato (operazione del tutto illegale dato che i programmi Multivac, che gestiscono la maggior parte delle attività umane mondiali, non possono essere usati per scopi personali).
Così, chiede a Joe di setacciare, in segreto, tutta la popolazione mondiale, eliminando tutti gli uomini (facendo rimanere così quasi 4 miliardi di individui), e tutte le donne con certe caratteristiche che non sono di suo gusto (come ad esempio le donne troppo vecchie o troppo giovani, o quelle con un quoziente intellettivo inferiore a 120). Arrivati alla fine della scrematura, quindi, rimangono soltanto 235 candidate. A quel punto, dato che la rosa di possibili mogli perfette per lui era troppo ampia, decide di farsi mandare soltanto quelle che assomigliassero fisicamente alle vincitrici di certi concorsi di bellezza. Ma la cosa non va a buon fine perché tutte e 8 le prescelte si riveleranno insoddisfacenti dal punto di vista sentimentale ed emotivo di Milton.
Così, l'uomo decide che ci sarebbe stata un'unica possibilità per riuscire a trovare quella giusta fra tutte le donne uscite dallo scandaglio: quella di insegnare a Joe ad essere come il suo creatore. Dopo aver preso questa decisione quindi, passa intere giornate a raccontargli la storia della sua vita, le sue sensazioni e il suo modo di pensare, sperando che in questo modo il programma diventi un suo duplicato sotto forma di dati. Una volta finito di raccontargli tutto quello che c'era da sapere su di lui, Joe trova la candidata giusta, ossia Charity Jones, e decide di spostarla dal posto in cui era stata assegnata al laboratorio dove si trova il supercomputer.
Ma prima che questa arrivi, il programma, diventato il sosia emotivo di Milton, decide di farlo arrestare per reati che aveva commesso dieci anni prima (la sua vita ovviamente la conosceva a memoria), così da poter restare da solo con Charity, e quando questa sarebbe arrivata lui le avrebbe potuto dire: